# Władysław Kuncewicz

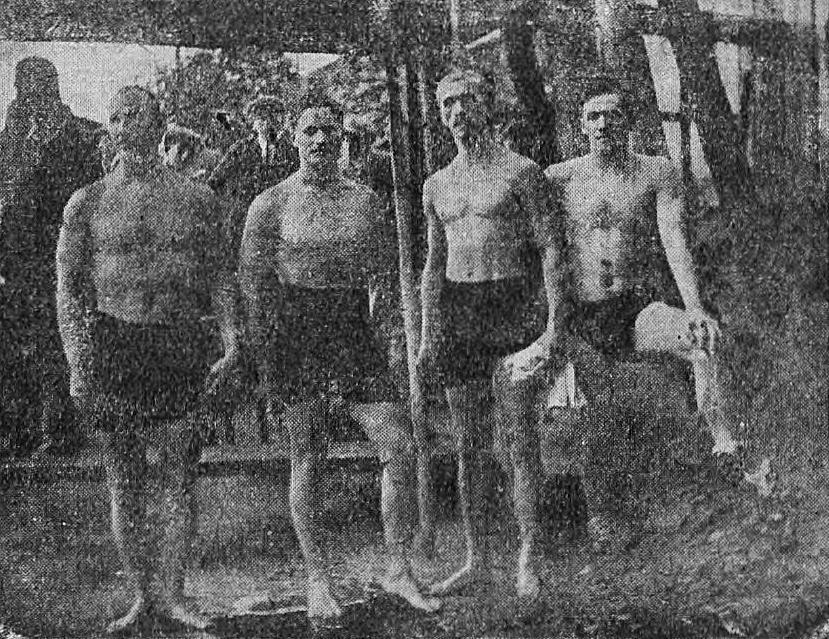
Zwycięska sztafeta WKW Warszawa z MP 1923: Leonard Seweryński, Władysław Kuncewicz, Wiktor Szandorowski, Kazimierz Dobrowolski

Władysław Kuncewicz (ur. 23 października 1888 w Kazaniu, zm. 9 października 1974 w Celejowie) – kapitan saperów Wojska Polskiego, pływak, olimpijczyk z Amsterdamu 1928.

## Życiorys
Po zakończeniu I wojny światowej, został przyjęty do Wojska Polskiego. Uczestnik wojny polsko-bolszewickiej. Został awansowany na stopień porucznika inżynierii i saperów ze starszeństwem z dniem 1 czerwca 1919. W 1923 był oficerem 5 pułku saperów w Krakowie. Następnie awansowany na stopień kapitana inżynierii i saperów ze starszeństwem z dniem 1 lipca 1923. W 1924 i kolejnych latach 20. był oficerem 2 pułku saperów w Puławach. W pułku służył na stanowisku adiutanta III batalionu saperów oraz pełnił funkcję prezesa pułkowego klubu sportowego. W 1932 był oficerem Państwowego Urzędu Wychowania Fizycznego i Przysposobienia Wojskowego. Z dniem 31 października 1934 został przeniesiony w stan spoczynku.
Był wszechstronnym sportowcem (wioślarstwo, pływanie, łyżwiarstwo, narciarstwo), największe sukcesy odnosił jako pływak. W latach dwudziestych XX wieku był uważany za jednego z najlepszych polskich pływaków. Podczas mistrzostw Polski w pływaniu 1923 w Krakowie (2 września 1923) reprezentując WKW Warszawa zdobył srebrny medal w wyścigu na 100 m stylem dowolnym oraz złoty medal w sztafecie 4 x 45,2 m (wraz z nim płynęli por. Kazimierz Dobrowolski, mjr Wiktor Szandorowski, por. inż. Leonard Seweryński). Wielokrotny rekordzista Polski w stylu dowolnym na dystansie: 50 m, 100 m, 200 m, 400 m. Był mistrzem Polski na 100 m stylem dowolnym (1924–1928), 400 m stylem dowolnym (1925, 1926) oraz w sztafetach 4 x 42,5 m (1923) i 4 x 50 m (1925).
Na igrzyskach olimpijskich 1928 wziął udział jedynie w wyścigu na dystansie 100 m stylem dowolnym, gdzie odpadł w eliminacjach.
Po II wojnie światowej mieszkał w Puławach i tam został pochowany.

## Ordery i odznaczenia
- Krzyż Walecznych[13]
- Srebrny Krzyż Zasługi (19 marca 1935)[14]